# 瀬戸合峡

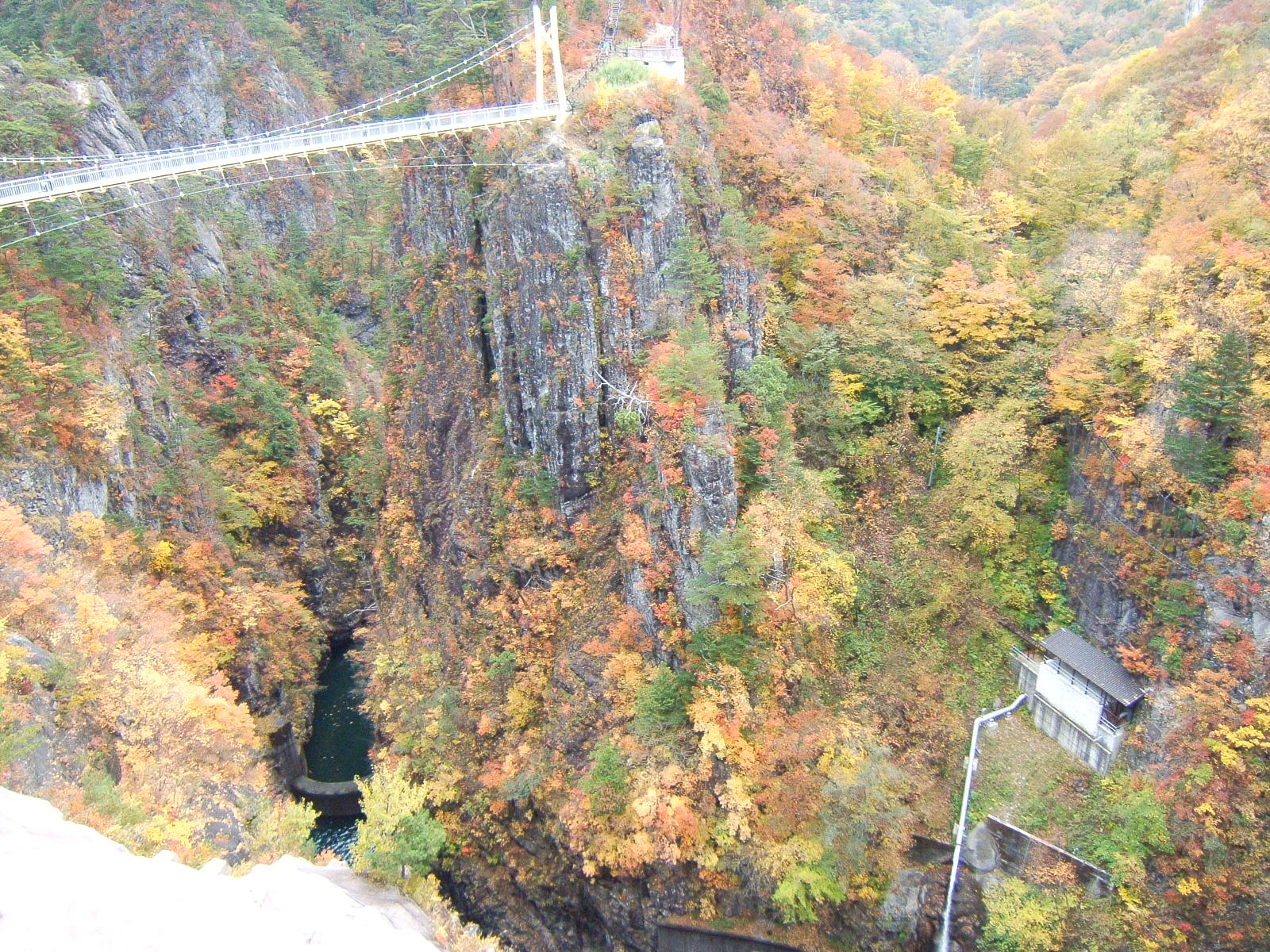
紅葉の瀬戸合峡と渡らっしゃい吊橋

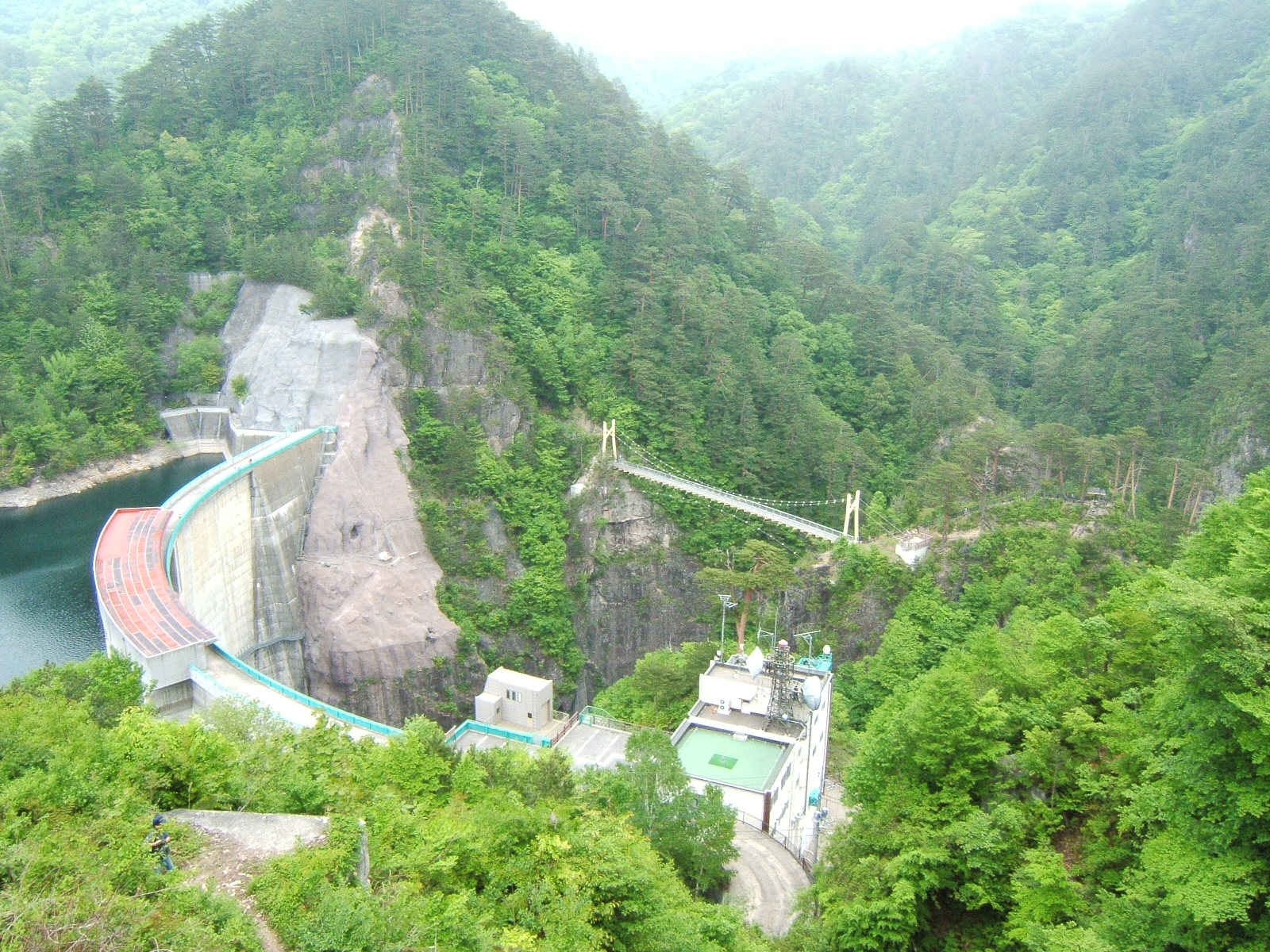
川俣ダムと瀬戸合峡

瀬戸合峡（せとあいきょう）は、鬼怒川上流の栃木県日光市にある峡谷。

## 概要
日光国立公園の一角、川俣ダムの直下流に位置する。凝灰岩の浸食によって生まれた峡谷で約100メートルにも及ぶ岸壁が2kmにわたって連続し、峡谷に設けられた観光道路（栃木県道23号川俣温泉川治線旧道）が縫うように走る。紅葉の名所として知られ、1986年（昭和61年）には「とちぎの景勝100選」に選ばれている。当地を訪れたバーナード・リーチは、「日本にもこのような所があろうとは思わなかった」と感想を述べたと伝えられる。川俣ダムは峡谷内に建設されたダムで、峡谷の上流側はダム湖である川俣湖に隣接している。
川俣ダムの完成によってダム下流の水量が激減し、川底を見せる峡谷として知られていたが、2004年（平成16年）から放流を開始した結果、水量は元に戻った。またそれと同時に川俣ダム正面の岸壁に架けられていたダム管理用の吊り橋が改築され、「瀬戸合峡渡らっしゃい吊橋」と命名され観光客に開放された。駐車場から川俣ダムを経て「瀬戸合峡渡らっしゃい吊橋」までの間が、往復約1時間の「瀬戸合峡遊歩道」として整備されている。
一帯にはかつて、鬼怒川上流を遡った先に存在する川俣温泉や北東の日加倉山を隔てた先にある湯西川温泉などと同様、平家の落人伝説が残る集落が存在していたが、川俣ダムの完成と共に水没し、集落の中心は川俣湖温泉周辺へと移転している。

## 交通アクセス
東武鉄道鬼怒川線鬼怒川温泉駅より日光市営バスにて「川俣平家塚」下車（鬼怒川温泉駅より約1時間12分、1300円）、徒歩5分。